# Randy Brecker
Randal Edward "Randy" Brecker (født d. 27. november 1945 i Cheltenham, Pennsylvania, USA) er en amerikansk trompetist. 
Brecker spillede i jazzrock gruppen Blood, Sweat & Tears, men forlod gruppen efter deres første lp. Herefter kom Randy Brecker med i guitaristen Larry Coryells fusionsgruppe The Eleventh House. Han spillede også med i Thad Jones / Mel Lewis Orchestra sidst i 60´erne.
Randy Brecker kom med i gruppen Dreams og senere i trommeslageren Billy Cobhams grupper. Brecker dannede så med sin bror, saxofonisten Michael Brecker, gruppen Brecker Brothers, som fik stor succes.
Brecker, der både spiller trompet og flygelhorn, er en meget efterspurgt musiker, især i fusionsgenren, og hører til nutidens ledende trompetister.
Randy spiller tit i København til  jazzfestivalerne Vinterjazz og Sommerjazz som er arrangeret af den danske jazzsaxofonist Benjamin Koppel[kilde mangler].